# Audi A3
Audi A3 je automobil nižší střední třídy, který od roku 1996 vyrábí německá automobilka Audi. Vyrábí se jako tří- nebo pětidveřový hatchback. Pětidveřová verze druhé generace se prodává pod názvem Sportback. K dispozici je pohon předních nebo všech kol. Momentálně se vyrábí jeho třetí generace.

## První generace (Typ 8L, 1996–2003)

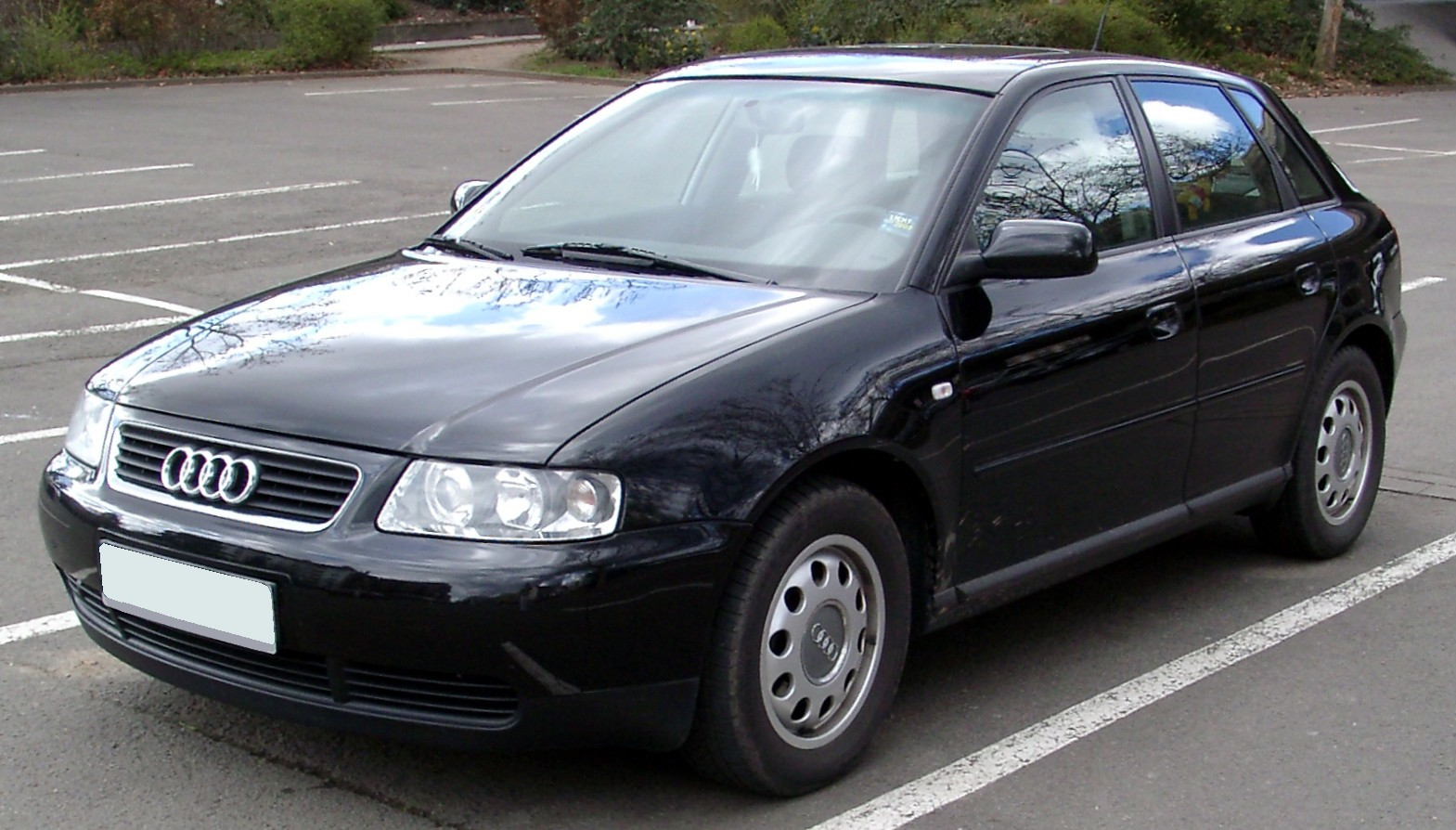
První generace

Vyráběla se do roku 2003 v německém Ingolstadtu a brazilské Curutibě. Po historickém modelu Audi 50 šlo o první vůz v segmentu menších automobilů. V roce 2000 prošel model faceliftem. Nejvýraznějším prvkem byly nové světlomety.
| 1,6                                                                               |                                                                      |                                                             |  |                                                                              |                                          |                 |
| 1,6 (1595 ccm) 1,6 (1595 ccm)                                                     | 74 kW/101 hp 75 kW/102 hp                                            | AEH,AKL,APF AVU,BFQ                                         |  |                                                                              |                                          |                 |
| 1,8                                                                               |                                                                      |                                                             |  |                                                                              |                                          |                 |
| 1,8 T quattro (1781 ccm) 1,8 T quattro (1781 ccm) 1,8 T (1781 ccm) 1,8 (1781 ccm) | 110 kW/150 hp 132 kW/180 hp 110 kW/150 hp 132 kW/180 hp 92 kW/125 hp | AGU,AQA,ARX AJQ,ARY AHU,AQA,ARZ,AUM AJQ,APP,ARY,AUQ AGN,APG |  |                                                                              |                                          |                 |
| 1,9                                                                               |                                                                      |                                                             |  |                                                                              |                                          |                 |
| 1,9 TDI quattro (1896 ccm) 1,9 TDI (1896 ccm)                                     | 96 kW/130 hp 66 kW/90 hp 74 kW/100 hp 81 kW/110 hp 96 kW/130 hp      | ASZ AGR,ALH ATD,AXR AHF,ASV ASZ                             |  |                                                                              |                                          |                 |
| S3                                                                                |                                                                      |                                                             |  | 1,8 T quattro (1781 ccm) 1,8 T quattro (1781 ccm) 1,9 TDI quattro (1896 ccm) | 154 kW/210 hp 165 kW/224 hp 96 kW/130 hp | AMK,APY BAM ASZ |

## Druhá generace (Typ 8P/8PA, 2003–2013)

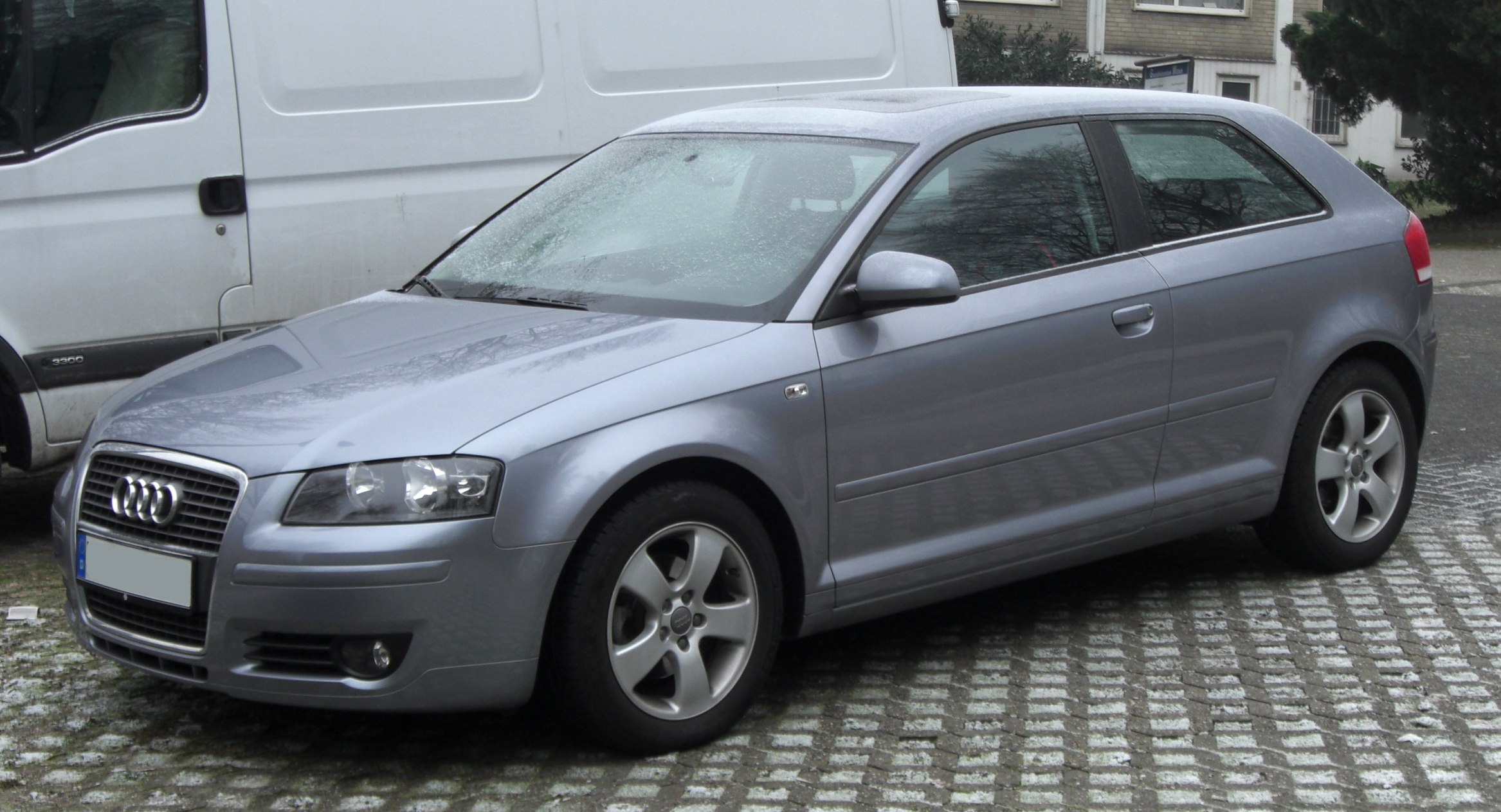
Druhá generace

Vyrábí se od roku 2003 v Ingolstadtu a belgickém Bruselu. Poprvé byla představena na ženevském autosalonu v roce 2003. Autorem designu je Walter de Silva. Sportovním modelem je typ S3. Pětidveřové provedení je nyní delší než třídveřové a nese název Sportback. V letech 2005 a 2010 byl proveden facelift.

### Motory
- 1.6 L
- 2.0 L
- 1.8 L Turbo
- 2.0 L Turbo
- 3.2 L VR6
- 1.6 TDI 77 kW a 66 kW DPF CR
- 1.9 L TDI
- 2.0 L TDI

### Rozměry
- Rozvor – 2578 mm
- Délka – 4215 mm (třídveřový model), 4285 mm (pětidveřový model)
- Šířka – 1765 mm
- Výška – 1420 mm

## Třetí generace (Typ 8V, 2012 až 2016)

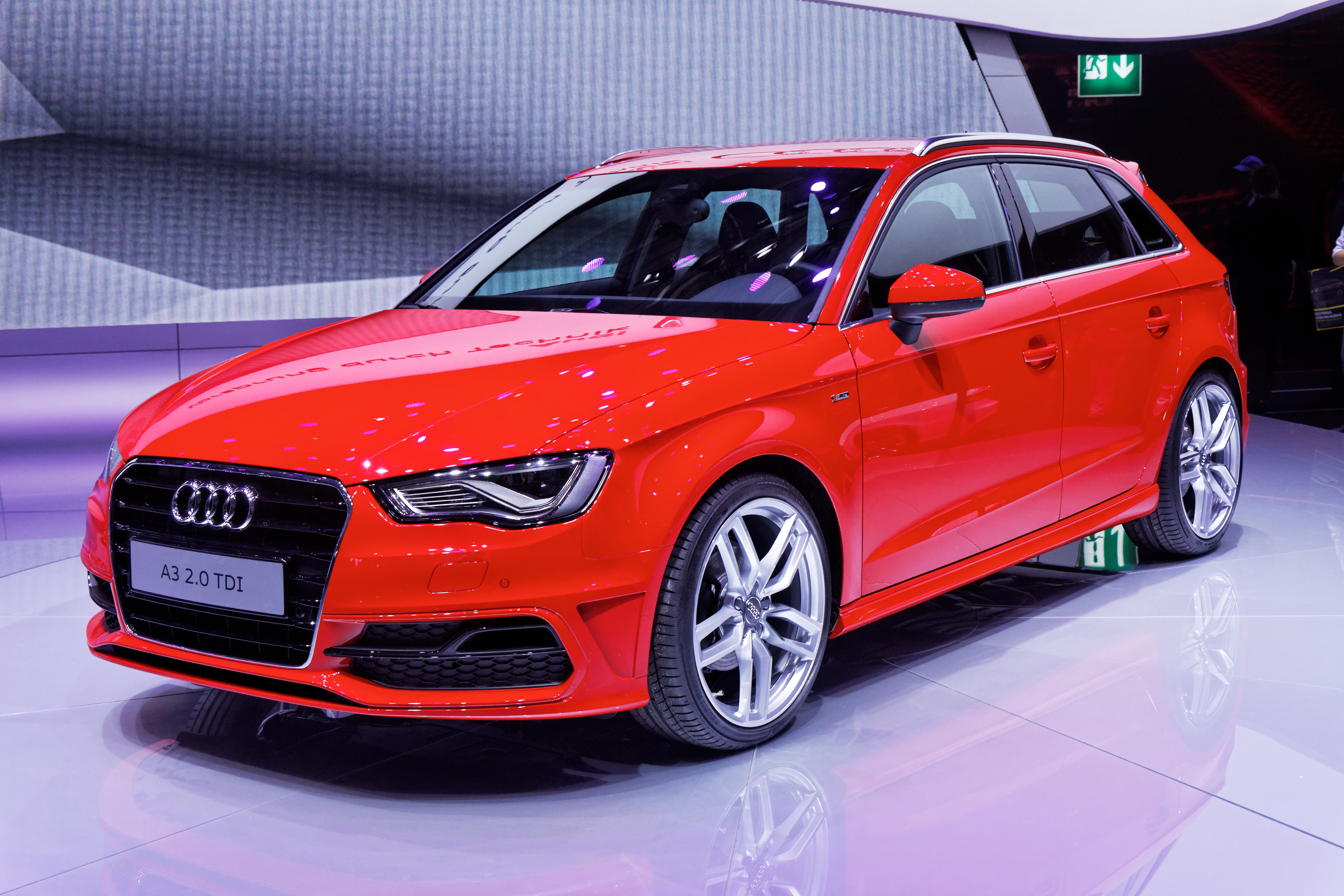
Třetí generace

Třetí generace A3 byla představena ve třídveřové verzi v roce 2012 na Autosalonu v Ženevě. Do prodeje v Evropě se dostala v září 2012. Je založena na MQB platformě koncernu Volkswagen. Kromě třídveřového hatchbacku je dostupná také pětidveřová verze a sedan.